# Conchopetalum madagascariense
Conchopetalum madagascariense là một loài thực vật có hoa trong họ Bồ hòn. Loài này được Radlk. mô tả khoa học đầu tiên năm 1888.